# Mediterráneo (film)
 (mars 2022).
Si vous disposez d'ouvrages ou d'articles de référence ou si vous connaissez des sites web de qualité traitant du thème abordé ici, merci de compléter l'article en donnant les références utiles à sa vérifiabilité et en les liant à la section « Notes et références ».
Pour les articles homonymes, voir Mediterráneo.
Pour plus de détails, voir Fiche technique et Distribution.
Mediterráneo est un film espagnol de 2021 réalisé par Marcel Barrena.

## Synopsis
Le film raconte l'histoire d'un groupe de secouristes frappés par la photographie d'Aylan le jeune kurde retrouvé mort sur les plages turques. Ils décident donc d'agir et voyagent donc jusqu'à Lesbos (Grèce) pour aider les secouristes grecs. Arrivé à destinations les héros sont très mal accueillis par les autorités locales. Seule une aubergiste les accueille et ils établissent leur quartier général dans son auberge afin d'aider les réfugiés qui traversent la Méditerranée. Après une interview le mouvement prendra de l'ampleur. C'est aussi l'histoire de la création de l'ONG Proactiva Open Arms par le secouriste Òscar Camps (ca)qui est à l'origine de se mouvement.

## Fiche technique
- Titre original : Mediterráneo
- Réalisation : Marcel Barrena
- Scénario : Danielle Schleif
- Photographie : Kiko de la Rica
- Montage : Nacho Ruiz Capillas
- Musique : Arnau Bataller
- Direction artistique :

## Distribution
- Eduard Fernández : Òscar Camps
- Dani Rovira : Gerard
- Anna Castillo : Esther
- Sergi López : Nico
- Àlex Monner : Santi Palacios
- Melika Foroutan : Rasha
- Giota Festa : Nora
- Patricia López Arnaiz : journaliste
- Yiannis Niarros : Loukas
- Vassilis Bisbikis : Masouras
- Stathis Stamoulakatos : Stratos
- Drosos Skotis : chef de la police

## Distinctions

### Nominations
- Prix Platino 2022 :
  - meilleur acteur pour Eduard Fernández ;
  - meilleure photographie ;
  - prix Cinéma et Éducation aux Valeurs.